# Jaskółczak modry
Jaskółczak modry (Progne subis) – gatunek ptaka z rodziny jaskółkowatych (Hirundinidae). Zamieszkuje Amerykę Północną, zimuje w Ameryce Południowej. Nie jest zagrożony.

## Podgatunki
Wyróżniono trzy podgatunki P. subis:
- Progne subis subis – południowa Kanada, wschodnie USA i wschodni Meksyk.
- Progne subis hesperia – południowo-zachodnie USA i północno-zachodni Meksyk.
- Progne subis arboricola – zachodnie USA i północny Meksyk.

## Morfologia
Długość ciała 19–20 cm, rozpiętość skrzydeł 39–41 cm. Masa ciała 45-60 g.
Największa jaskółka Ameryki Północnej. Skrzydła proporcjonalnie krótsze oraz szersze niż u innych ptaków z tej rodziny. Głowa i tułów samca niebieskoczarne, skrzydła i ogon czarne. Samica oraz młode od spodu szare, z jaśniejszym brzuchem. Samica ma czoło i obrożę szarą, ciemię i grzbiet niebieskoczarne, skrzydła i ogon czarne. U obu płci ogon jest długi, rozwidlony i szeroki.

## Zasięg, środowisko
Tereny otwarte i półotwarte, często widywany w pobliżu wody, od środkowej do południowej części Ameryki Północnej, z wyjątkiem zachodnich gór. Populacja ze wschodniej części zasięgu, dzięki powszechnemu budowaniu dla tych ptaków budek lęgowych, żyje niemal wyłącznie w miastach i ich pobliżu. Jaskółczak modry zimuje w Ameryce Południowej. Na zimowiskach przebywa głównie na sawannach i obszarach rolniczych.

## Zachowanie
Krąży w powietrzu, przeplatając lot ślizgowy szybkimi uderzeniami skrzydeł. Jego głównym pożywieniem są komary.
Gniazduje w budkach lęgowych, dziuplach w drzewach lub w kaktusach, w szczelinach w klifach lub w budynkach, niekiedy w innych konstrukcjach zbudowanych przez człowieka, np. na lampach ulicznych. Gniazdo wykonane jest z gałązek, łodyg roślin, traw i błota. W zniesieniu 3–6 czysto białych jaj. Inkubacja trwa 15–18 dni, a młode są w pełni opierzone po 27–36 dniach od wyklucia.

## Status
IUCN uznaje jaskółczaka modrego za gatunek najmniejszej troski (LC, Least Concern) nieprzerwanie od 1988 (stan w 2020). Organizacja Partners in Flight szacuje wielkość populacji lęgowej na 7 milionów osobników. Liczebność populacji w latach 1966–2015 spadła o około 37%, ale spadek ten jest na tyle powolny, że BirdLife International uznaje  trend populacji za stabilny.